# Клавдиев, Юрий Михайлович
Ю́рий Миха́йлович Клавдиев (род. 30 ноября 1974, Тольятти) — российский драматург и сценарист, представитель движения «Новая драма», журналист, актёр, поэт, вокалист и автор текстов рок-группы «Клад Яда».

## Биография
Родился 30 ноября 1974 года в Тольятти.
10 лет проработал журналистом («Площадь Свободы», «Миллион», «Тольятти сегодня», «Тольятти 24 часа», «Презент»).
Писательской деятельностью занимается с 12 лет. Осмысленно — с 20. Впервые опубликовался в 2002 году (местный литературный альманах «Город»).
С 2002 г. участвует в ежегодном фестивале новой драмы «Любимовка». Пьесы публиковались в журналах «Театр» и «Современная драматургия», ставились в московских театрах «Практика» («Собиратель пуль», 2006) и «Театр.doc» (Я — пулемётчик, 2007), театрах Санкт-Петербурга, Тольятти и Перми. Соавтор сценария фильма «Кремень», режиссёра Алексея Мизгирёва, за который они получили Приз им. Гр. Горина «За лучший сценарий» на фестивале «Кинотавр» в 2007 году. Автор сценария к фильму Валерии Гай Германики «Все умрут, а я останусь» (2008), сериалу «Школа» (2010), сериалу «Чемпионки» (2012).
Известен пьесами и сценариями на острую социальную тематику, крайне реалистичной техникой исполнения замысла.
В 2011 году Юрий Клавдиев совместно с тольяттинским художником и музыкантом Михаилом Лёзиным записал три альбома в стиле нойз-рок — «На Краю Промышленной Зоны», «Алгебра, Геометрия», «Самая Главная Опасность». В итоге была создана группа «Клад Яда». Всего за пять лет существования группы было записано около 30 альбомов, в 2016 году группа распалась.

## Семья
Родной дед, полный тёзка — Юрий (Георгий) Михайлович Клавдиев, один из первых театральных деятелей Ставрополя (ныне — Тольятти), в 1938 году подвергся репрессиям, после освобождения в 1947 году служил актёром, помощником режиссёра и инспектором сцены в Норильском театре драмы, где в то же время работали Георгий Жжёнов и Иннокентий Смоктуновский.

## Пьесы
- «Возвратный рефлекс» — 2002 г.
- «Вальгалла» — 2003 г.
- »Планируя семью» — 2003

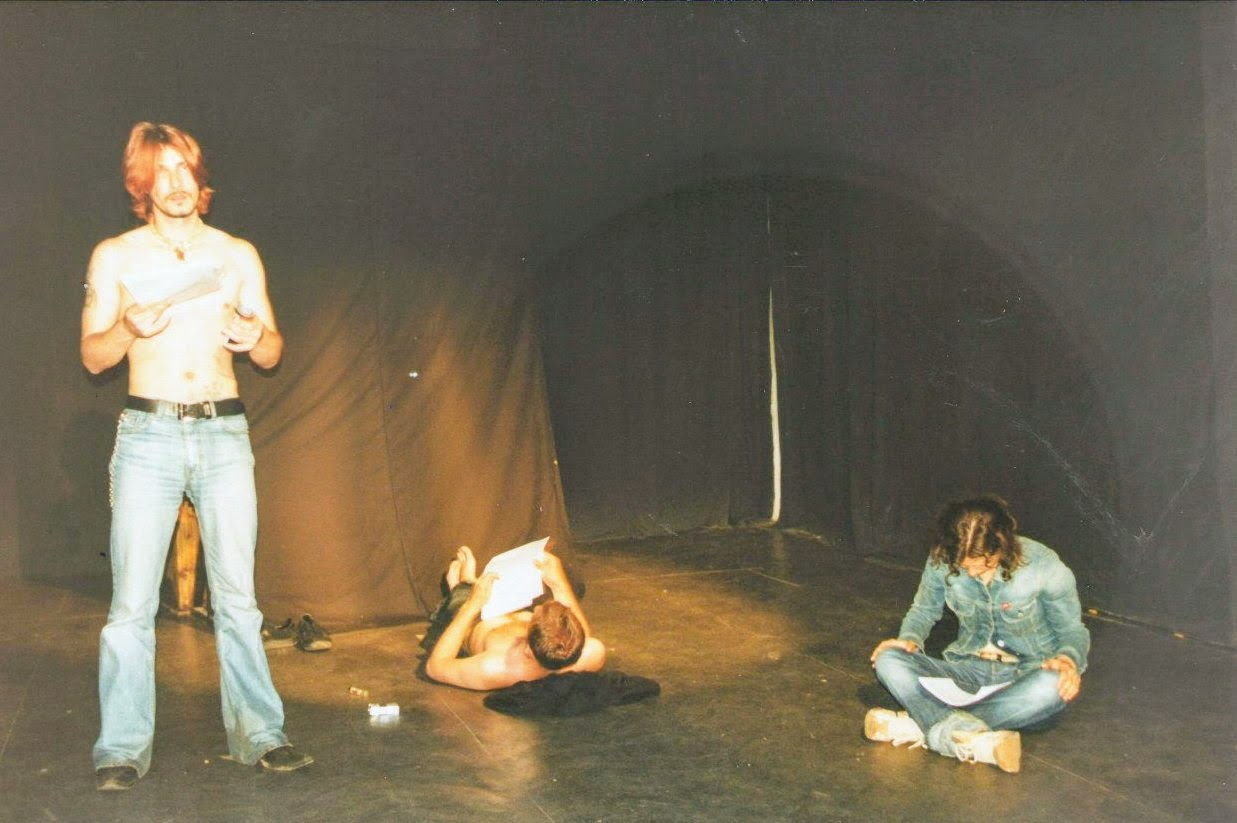
Юрий Клавдиев (слева) на тольяттинском театральном фестивале «Майские чтения»

- «Лето, которого мы не видели вовсе» — 2003 г.
- «Пойдём, нас ждёт машина…» — 2003 г.
- «Собиратель пуль» — 2004 г.
- «Я — пулемётчик» — 2004 г.
- «Анна» — 2004 г.
- «Киносеанс» — 2004 г.
- «Облако, похожее на дельфина» — 2004 г.
- «Медленный меч» — 2005 г.
- «Переход» — 2006 г.
- «Поросёнок и Карасёнок» — 2006 г.
- «Боевые искусства» — 2007
- «Собаки-якудза» — 2008
- «MONOTHEIST» — 2008 г.
- «Развалины» — 2010 г.
- «Каменная баба» — 2010 г.
- »Засада» — 2011 г.
- «Ночь и туман» (Гран-при фестиваля «Текстура», 2013) — 2012 г.
- »Марчелло» — 2014
- «Тявкай и рычи» — 2015 г.
- «Победоносец» — 2013 г.
- ”Заводной апельсин» (инсценировка) — 2016
- «Единственный берег» — 2016 г.
- »Сказочный король» — 2017 г.
- «Общая земля» — 2018 г.
- «Когти в печень (никто не вечен)» — 2019 г.
- "Первый ряд" - 2021
- ”SPORTIKI” - 2023

## Фильмография

### Сценарист
- 2007 — Кремень
- 2008 — Все умрут, а я останусь
- 2010 — Школа
- 2011 — Собиратель пуль
- 2012 — Чемпионки
- 2013 — Дар
- 2014 — Соблазн
- 2015 — Фамильные ценности
- 2016 — Дачники
- 2017 — Секретарша
- 2018 — Чужая кровь
- 2022 — F20

### Актёр
- 2005 — Лесополоса
- 2011 — Собиратель пуль
- 2016 — Раскольников. Мармеладные облака
- 2016 — Дачники
- 2019 — Бар «На Грудь»-2

## Книги
- Клавдиев, Ю. Собиратель пуль и др.ордалии. — М.: Коровакниги, 2006. — 216 с. — ISBN 5-902945-05-4
- Клавдиев, Ю. Kingdom Gone. — Тольятти: Плато Тольятти, 2019. — 28 с.